# Geiger Facility Management
Geiger Facility Management ist als Anbieter im Bereich Facilitymanagement bzw. Gebäudemanagement tätig und bedient dabei Kunden aus Industrie, Handel und Verwaltung. Leistungsbereiche der Unternehmensgruppe sind Reinigung, Technik, Grünpflege, Gesundheit und Pflege, Catering und Vending und Engineering.
Das zweite Standbein des Unternehmens stellt die Tochtergesellschaft KDS Services für Gesundheit und Pflege dar, welche Dienste für Kliniken, Seniorenheime, Reha- und soziale Einrichtungen anbietet. Die Unternehmensgruppe hat ihren Hauptsitz in Dietmannsried im Landkreis Oberallgäu und beschäftigt bundesweit über 12.600 Mitarbeiter.

## Geschichte

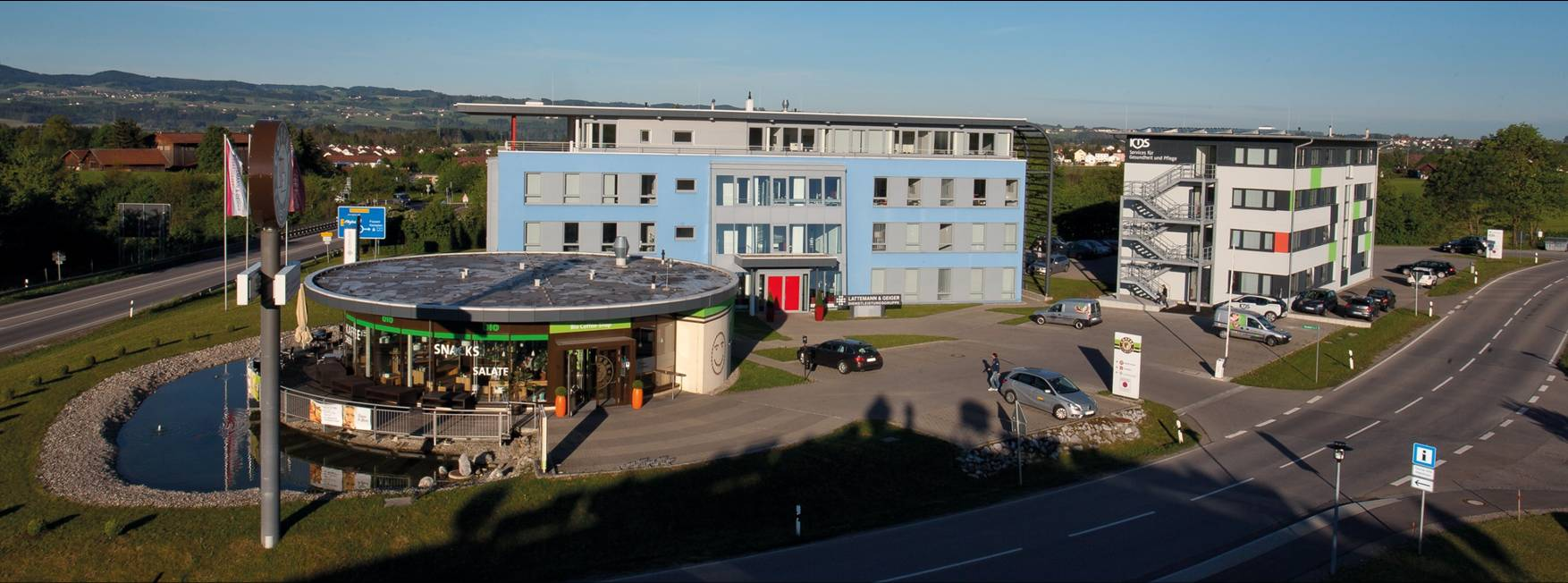
Hauptsitz der Geiger FM Dienstleistungsgruppe in Dietmannsried

1969 gründete Heinz Lattemann die Lattemann GmbH in Memmingen. Durch den Eintritt von Ulrich Geiger als Gesellschafter erfolgte 1993 die Umfirmierung zur Lattemann & Geiger Dienstleistungsgruppe. Seit 2005 fungierte Ulrich Geiger als alleiniger Geschäftsführer der Unternehmensgruppe. Ab 2010 sind weitere Geschäftsführer für die jeweiligen Geschäftsfelder berufen worden. Ulrich Geiger führt seither den Vorsitz der Geschäftsleitung.
Das ursprünglich als Gebäudereinigung gegründete Unternehmen wurde sukzessive durch verschiedene Dienstleistungen um das Kerngeschäft der Gebäudereinigung erweitert. Gemäß dem Marktforschungsunternehmen Lünendonk (Lünendonk-Liste) zählt Geiger Facility Management zu den führenden Facility-Service-Unternehmen in Deutschland.
Geiger wächst dabei auch anorganisch, also durch den Erwerb anderer Unternehmen. Auf diese Weise wurde unter anderem im Jahr 2011 die Max Schmidt Gebäudemanagement GmbH, München, erworben und 2019 auf den Namen Geiger Gebäudedienste und Immobilienservice GmbH umfirmiert. Das Unternehmen war 1909 von Max und Franziska Gramling gegründet worden.

## Organisation
Geiger FM ist deutschlandweit an 52 Standorten vertreten. Die Verwaltung der Unternehmensgruppe erfolgt zentral vom Hauptsitz in Dietmannsried. Seit 2007 betreibt das Unternehmen eine eigene Schulungsakademie für Mitarbeiter und externe Interessenten. Darüber hinaus werden Mitarbeiter in unternehmenseigenen Praxiszentren geschult.
Geiger Facility Management bietet kaufmännische, technische sowie infrastrukturelle Dienstleistungen zur Objektbetreuung an. Die Dienstleistungen des Unternehmens gliedern sich in folgende sechs Kerngeschäftsbereiche:
- Reinigung
- Technik
- Grünpflege
- Gesundheit und Pflege
- Catering und Vending
- Engineering

## Soziale Projekte
Mit dem 2008 gegründeten karitativen Verein Sternenhimmel Allgäu e. V. engagiert sich das Unternehmen für soziale Projekte aus den Bereichen Bildung & Jugendarbeit, Gesundheit & Vorsorge sowie Vereinswesen & Kultur
in der Region Allgäu.

## Belege
1. ↑  Statista, Umsatz der Lattemann & Geiger Dienstleistungsgruppe GmbH im Bereich Facility Services in Deutschland von 2011 bis 2022 (in Millionen Euro) abgerufen am 5. Januar 2024
2. ↑  Vom Ein-Mann-Betrieb zur 11000-Mitarbeiter-Firma. In: all-in.de. 24. Juli 2010, abgerufen am 5. Januar 2024.
3. ↑  Geänderte Liste der Gesellschafter beim Amtsgericht Kempten vom 25. Januar 2012, abgerufen über handelsregister.de am 22. Februar 2024.
4. ↑  Anmeldung beim Amtsgericht München vom 6. Juni 2019, abgerufen über handelsregister.de am 22. Februar 2024.